# Арне Оман
Пер Арне Оман (швед. Per Arne Åhman; нар. 4 лютого 1925 — пом. 5 липня 2022) — шведський легкоатлет, який спеціалізувався в стрибках у висоту та потрійному стрибку.

## З життєпису
Олімпійський чемпіон з потрійного стрибка (1948).
Фіналіст (15-те місце) олімпійських змагань з потрійного стрибка (1952). Учасник олімпійських змагань зі стрибків у висоту (1948; не подолав кваліфікаційний раунд).
Срібний призер чемпіонату Європи зі стрибків у висоту (1950). Бронзовий призер чемпіонату Європи з потрійного стрибка (1950).
Чемпіон Швеції зі стрибків у висоту (1950) та потрійного стрибка (1946, 1947).
По закінченні спортивної кар'єри займався освітньо-викладацькою діяльністю.